# Harwoods frankolijn
Harwoods frankolijn (Pternistis harwoodi; synoniem: Francolinus harwoodi) is een vogel uit de familie fazantachtigen (Phasianidae). De wetenschappelijke naam van de soort is voor het eerst geldig gepubliceerd in 1899 door Blundell & Lovat.

## Voorkomen
De soort is endemisch in Ethiopië.

## Beschermingsstatus
Op de Rode Lijst van de IUCN heeft de soort de status gevoelig.